# Црквеноопштински савјет
Црквеноопштински савјет је представништво у пословима црквеноопштинске самоуправе.

## Састав
Црквеноопштински савјет чине 24 до 60 чланова и половина тога броја замјеника, према броју душа вјерних. Број чланова одређује епархијски управни одбор. Сви пароси старјешине храмова су чланови црквеноопштинског савјета по своме звању.
Црквеноопштински савјет може рјешавати пуноважно ако је на сједници присутно више од половине његових чланова. Одлуке се доносе већином гласова присутних. При једнакој подјели гласова одлучује глас предсједавајућег.

## Избор
Црквеноопштински савјет бирају мушки и женски чланови црквене општине који су навршили 21 годину живота и који нису изгубили црквено бирачко право.
Бирачко право за избор црквеноопштинског савјета губи оно лице:
- које није побожног и моралног живота;
- које савјесно не врши своје црквено-вјерске дужности и не испуњава своје обавезе према Цркви, породици и ближњима;
- које је, било због злочинства уопште, било због каквог другог кривичног дјела ако је ово дјело учинило из користољубља или против вјере или против јавног морала, под ислеђењем или је због тога осуђено, док трају посљедице те осуде;
- које живи ванбрачно или је у браку који Црква није благословила;
- које је под осудом или посљедицама осуде изречене од црквене власти;
- које је под старатељством или стечајем;
- које је из црквеноопштинског савјета или црквеноопштинског управног одбора искључено по одредбама Устава, за вријеме које епархијски управни одбор одреди;
- које је члан каквог друштва или организације чији је рад уперен против православне вјере и интереса Православне цркве.

Свака парохија има списак бирача у смислу одредаба Устава. Овај списак саставља парох са црквеноопштинским управним одбором на основу парохијских књига сваке године у првој половини мјесеца маја. У списак се уписује име и презиме, година рођења, занимање и стан сваког бирача. Списак се саставља у два примјерка од којих један остаје у парохијској канцеларији, а други се подноси епархијском управном одбору.

## Чланови
За члана црквеноопштинског савјета може бити изабран сваки мушки и женски члан парохије:
- који има све услове црквеноопштинског бирача;
- који је навршио 25 година живота;
- који је држављанин Југославије;
- који у дотичној црквеној општини станује најмање годину дана.

Црквеноопштински савјет бира се на шест година и састаје се у сједишту црквене општине у редовно засједање два пута годишње. У овим засједањима, поред осталих послова, доноси предрачун и прегледа завршне рачуне.
У ванредно засједање црквеноопштински савјет се састаје:
- када то закључи црквеноопштински управни одбор;
- када то писмено затражи већина чланова црквеноопштинског савјета означивши предмете о којима ће се расправљати;
- када то нареди епархијски управни одбор.

Дан и мјесто избора одређује епархијски управни одбор по саслушању црквеноопштинског управног одбора. Упражњена мјеста чланова црквеноопштинског савјета попуњавају се замјеницима.
Избор се врши по листама и то: акламацијом или појединачним усменим гласањем.
Изабране чланове црквеноопштинског савјета сазива ради конституисања у сједницу и овој предсједава предсједник избора, пред којим чланови савјета осим свештенослужитеља полажу заклетву.
По положеној заклетви црквеноопштински савјет бира тајним гласањем свог предсједника, потпредсједника и секретара. Почасни предсједник црквеноопштинског савјета је парох (најстарији старјешина цркве).

## Дјелокруг
Црквеноопштински савјет:
- доноси годишњи предрачун расхода и прихода и одобрава завршни рачун за посебне потребе црквене општине и шаље их епархијском управном одбору на коначно одобрење;
- доноси одлуке о задужењу и отуђењу црквеноопштинске имовине и спроводи их преко епархијског управног одбора на одобрење до суме од 2.000.000 динара Патријаршијском управном одбору, а преко те суме Патријаршијском савјету;
- доноси одлуке о отписивању потраживања црквеноопштинске имовине која се од дужника не могу наплатити и о расходовању ствари те имовине и спроводи их епархијском управном одбору који те одлуке за отписивање до 50.000 динара и расходовање до 100.000 динара коначно одобрава, а преко тих сума спроводи са својим мишљењем на одобрење Патријаршијском управном одбору;
- доноси одлуке о вођењу и одустајању од парница и о условима поравнања и спроводи их епархијском управном одбору који их коначно одобрава до вриједности од 200.000 динара, а преко те суме доставља са својим мишљењем Патријаршијском управном одбору на одобрење;
- доноси одлуке о закупу и доставља их на одобрење епархијском управном одбору који их коначно одобрава до суме од 200.000 динара, а преко те суме доставља са својим мишљењем Патријаршијском управном одбору на одобрење;
- доноси одлуке о разрезу на чланове своје црквене општине за потребе своје црквене општине, епархије и за опште потребе Цркве;
- одлучује са одобрењем надлежне епархијске власти, о предлозима црквеноопштинског управног одбора у погледу одржавања, обнављања и подизања храмова, парохијских домова, црквеноопштинских, фондовских и задужбинских (закладних) зграда и уопште о оснивању установа у својој надлежности;
- установљава у границама Устава и уредаба виших црквених власти мјеста својих службеника и одређује им принадлежности;
- подноси приједлоге, молбе и представке надлежним епархијским властима о својим потребама;
- стара се према упутствима и наређењима виших црквених власти о издржавању пароха и парохије.